# Lijst van oorlogsmonumenten in Maasdriel
De Nederlandse gemeente Maasdriel heeft 7 oorlogsmonumenten. Hieronder een overzicht.
| Nr.                             | Object                               | Herdachte groep                                            | Ontwerper            | Onthulling      | Type            | Locatie                                                  | Plaats       | Coördinaten                   | Foto                                 |
| ------------------------------- | ------------------------------------ | ---------------------------------------------------------- | -------------------- | --------------- | --------------- | -------------------------------------------------------- | ------------ | ----------------------------- | ------------------------------------ |
| 464                             | Oorlogsmonument                      | algemeen, allen, burgerslachtoffers                        | John Grosman         |                 | beeld/sculptuur | Hoek Koningin Wilhelminastraat/Uithovensestraat          | Hedel        | 51° 44' 43" NB, 5° 15' 35" OL | Oorlogsmonument                      |
| 499                             | Oorlogsmonument                      | burgerslachtoffers, verzet Nederland, vervolgden Nederland |                      | 17 mei 1948     | zuil            | Jan Klingenweg, 5335 JK                                  | Alem         | 51° 47' 25" NB, 5° 19' 30" OL | Oorlogsmonument                      |
| 863                             | Hadwin & Stopher Memorial            | geallieerde militairen                                     | Martin van den Houdt | 26 oktober 1999 | beeld/sculptuur | Waaldijk                                                 | Heerewaarden | 51° 48' 3" NB, 5° 21' 35" OL  | Meer afbeeldingen                    |
| 2225                            | Monument voor Nederlandse Militairen | militairen in dienst van het Ned. Kon. 1940-1945           |                      | 11 juni 2003    | plaquette       | Hoek Koningin Wilhelminastraat/Uithovensestraat, 5321 TA | Hedel        | 51° 44' 43" NB, 5° 15' 34" OL | Monument voor Nederlandse Militairen |
| 3615                            | Monument voor Geallieerde Militairen | geallieerde militairen                                     |                      | 30 oktober 2010 | plaquette       | Kerkstraat 26, 5331 CE                                   | Kerkdriel    | 51° 46' 18" NB, 5° 20' 17" OL |                                      |
| Dit oorlogsmonument op Wikidata | Stolpersteine                        | vervolgden Nederland                                       | Gunter Demnig        | 2010            | plaquette       | Zie Lijst van Stolpersteine in Maasdriel                 | Rossum       |                               | Meer afbeeldingen                    |

Aalten ·
Apeldoorn ·
Arnhem ·
Barneveld ·
Berg en Dal ·
Berkelland ·
Beuningen ·
Bronckhorst ·
Brummen ·
Buren ·
Culemborg ·
Doesburg ·
Doetinchem ·
Druten ·
Duiven ·
Ede ·
Elburg ·
Epe ·
Ermelo ·
Harderwijk ·
Hattem ·
Heerde ·
Heumen ·
Lingewaard ·
Lochem ·
Maasdriel ·
Montferland ·
Neder-Betuwe ·
Nijkerk ·
Nijmegen ·
Nunspeet ·
Oldebroek ·
Oost Gelre ·
Oude IJsselstreek ·
Overbetuwe ·
Putten ·
Renkum ·
Rheden ·
Rozendaal ·
Scherpenzeel ·
Tiel ·
Voorst ·
Wageningen ·
West Betuwe ·
West Maas en Waal ·
Westervoort ·
Wijchen ·
Winterswijk ·
Zaltbommel ·
Zevenaar ·
Zutphen